# Tim Winton
Timothy John Winton (4. srpna 1960 Perth, Austrálie) je australský spisovatel, autor povídek, románů, knih pro děti a literatury faktu. Některé jeho knihy byly adaptovány pro divadlo, rozhlas, televizi a film. V roce 1997 byl organizací National Trust of Australia jmenován Living Treasure a čtyřikrát vyhrál cenu Milese Franklina (1984, 1992, 2002, 2009).

## Život a dílo
Středoškolské vzdělání absolvoval v Albany, během svého studia tvůrčího psaní na Western Australian Institute of Technology napsal první román An Open Swimmer, který v roce 1981 získal The Australian/Vogel Literary Award. V roce 1984 vyhrála jeho druhá kniha Shallows cenu Milese Franklina. Tuto cenu získal také za knihy Cloudstreet (1992), Dirt Music (2002) a Breath (2009). Sbírka povídek The Turning získala v roce 2005 cenu Christiny Stead za beletrii. Dvakrát se jeho knihy dostaly do užšího výběru na Man Bookerovu cenu (The Riders, Dirt Music, 1995, 2002 ). Kniha Dirt Music byla přeložena do češtiny pod názvem Tep prachu a vyšla v roce 2005. Román The Shepherd's Hut vyšel v roce 2018, v českém překladu pod názvem Ovčácká chajda vyšel v roce 2021.
Román That Eye, the Sky  sloužil jako předloha filmu z roku 1994, román In the Winter Dark pro film z roku 1998 , podle knihy Cloudstreet byl natočený roku 2011 seriál, film podle knihy The Turning vznikl v roce 2013 a podle románu Breath v roce 2017, v roce 2019 byl zfilmován román Dirt Music.
Pro divadlo byly zdramatizovány například romány That Eye, the Sky, Blueback, pro rozhlas Cloudstreet
Je autorem dětských knih, jeho Série Lockie Leonard (vydaná v letech 1990 až 1997) byla v roce 2007 upravena pro televizi jako Lockie Leonard.
V roce 2001 získal Centenary Medal za službu literatuře a komunitě, v roce 2003 Medaili Australské společnosti autorů za komunitní práci v kampani "Zachraňte útes Ningaloo" - Australian Society of Authors. Je patronem ceny Tima Wintona pro mladé spisovatele, kterou sponzoruje město Subiaco v západní Austrálii.
Jeho kladný vztah k australské přírodě byl oceněn předními australskými organizacemi. Aktivně se zapojuje do australského ekologického hnutí. Je patronem Australian Marine Conservation Society, Stop the Toad Foundation, Native Australian Animals Trust a Australian Marine Conservation Society. V roce 2016 byl po něm pojmenován jeden druh ryb z oblasti Kimberley.
O přírodě napsal řadu kritických studií a knih, například Land's Edge (1993), Down to Earth: Australian Landscapes (1999), The Boy Behind the Curtain (2016), kniha dostala Indie Awards za rok 2017 v kategorii literatury faktu.